# MAREY
MAREY ist eine Schweizer Indie-/Alternative-Trip-Hop-Band, bestehend aus dem Multiinstrumentalisten Aurèle Louis (Cello, Gitarre, Synthesizer, Bass, Drummachine, Programmierung) und der Sängerin Maryam Hammad (zeitweise auch Gitarre und Synthesizer).

## Geschichte
MAREY entstand im Jahr 2016 und veröffentlichte im selben Herbst ihre erste EP The Harvest bei dem schweizerischen Label Deepdive Records. Im Herbst/Winter 2016 wurde sie als Support für die Sängerin Jaël (ehemalige Sängerin der Band Lunik) gebucht.
2018 erschien das Album Save Animals Eat People, das im Studio de la Fonderie von MAREY aufgenommen, gemischt und produziert wurde. Das Album brachte die Band auf ihre erste eigene Deutschland-Tour.
Die NZZ verortete die Musik zwischen Folk, Punk und Chanson.

## Diskografie

### EPs
- 2016: The Harvest (Deepdive Records)

### Studioalben
- 2018: Save Animals Eat People (Deepdive Records)

### Singles
- 2016: The End Is Dawning (Deepdive Records)
- 2017: The Story of the Broken Cake (Deepdive Records)
- 2018: Save Animals Eat People (Deepdive Records)